# Cascada tròfica
La cascada tròfica és l'afectació de l'ecosistema quan se suprimeix una baula de la cadena tròfica. El creador del concepte va ser Aldo Leopold. Segons el nivell disminuït o eliminat, la cascada es classifica en:
- Cascada de dalt a baix: la desaparició del depredador alfa provoca un augment en la població de les preses. Aquesta ocorre quan un depredador competeix per la posició dominant, usualment una espècie invasora.
- Cascada de baix a dalt: un augment en els productors primaris, és a dir plantes o plàncton, produeix un augment de totes les espècies de l'ecosistema en tenir més nutrients i energia disponibles.
- Cascada subsidiària: augmenten els membres d'una baula intermèdia en tenir accés a més menjar.